# 中間被動語態
中間被動語態（mediopassive voice）是包含中間語態和被動語態二者含義的語態。

## 描述
印歐語系語言（和很多其他語言）典型的有兩或三種語態：主動語態，中間語態，被動語態。中間被動語態被用來描述覆蓋中間和被動語態二者的范疇。在不考慮歷史演進的語法中，對中間被動語態經常簡單的使用術語中間語態（典型于古希臘語語法）或被動語態（典型于現代丹麥語語法）。
在最古老的印歐語言中，區別主動／中間語態是最重要的，而在后來語言的發展中通常把這種古來的區別替代（或重新解釋）為主動／被動語態區別（比如現代英語：to tease / to be teased）。原始印歐語自身典型的重構為有兩種語態，主動語態和中間被動語態，而在中間被動語態中的中間語態的成分是主導地位的。古希臘語還在現在時、未完成時、完成時和過去完成時中有中間被動語態，但是在不定過去時和將來時中中間被動語態被替代為兩個語態，一個中間語態一個被動語態。現代希臘語在所有時態中只有中間被動語態。
在某些語言中中間或中間被動語態仍有體現，比如在印歐語言中兩個分離分支中的例子中（在羅曼語言中的西班牙語中通過迂回形式，和在斯堪地納維亞語中使用完全屈折形式）。值得注意的是，在西班牙語和斯堪地納維亞語二者中的中間被動形式都是演變自設計動詞和反身代詞的迂回構造，所以這種發展看起來類似于從最初的（支配性的）中間語態到后來的被動語態的古代轉移。

## 中間被動語態的用法
中間被動語態有依賴于句子上下文的很多含義。
1. 反身中間被動語態。在原始印歐語和從它衍生的語言中，也有主動形式的動詞可以在反身意義上使用中間被動語態，比如“I wash (myself)”。這種反身意義還可以承載施惠于主語的意思，比如在句子“I sacrificed a goat (for my own benefit)”中。如果行動出于某種原因不是為主語的利益而進行的，這些構造就會使用“sacrificed”的主動形式。
2. 相互中間被動語態。中間被動語態還可以用在相互意義上，比如“to fight”（使用主動語態）vs. to fight each other”（只用中間被動語態）。
3. 自使役中間被動語態。描述主語驅使自身去改變狀態的情況。
4. 在靜態動詞中。某些語言總是對于沒有主動形式的動詞如站、坐、放置、擔心、愧疚和高興等中間被動語態。
5. 加強語氣中間被動語態。古希臘語還在加強語氣意義上使用中間被動語態，比如“to be a citizen”（使用主動語態）vs.“to do the duties of being a citizen”（使用中間語態）。
6. 在異相動詞中。希臘語和梵語都有只用中間被動語態的動詞“to follow”。拉丁語有同樣用法的形式“sequitur”（“He follows”。-tur是來自PIE *-tor的中間被動語態現在時第三人稱單數形式）。在所有這三種語言中，詞“to follow”來自同一個原印歐語詞根。
7. 中間被動語態在古希臘語中與虛擬語氣組合來形成動詞“to be”的將來時。
8. 中間被動語態還可用做被動形式，特別是在中間被動詞尾與專門被動動詞結合的時候。這在梵語中非常常見。

## 中間被動語氣的例子
在英語中有一些中間被動的構造的例子：“The book reads well”。“The trousers wash easily”。“Ripe oranges peel well”。這種形式在英語中幾乎不使用主動語態或被動語態。